# Aldo Bertuzzi
Aldo Bertuzzi (ur. 15 kwietnia 1961 w Piacenzy) – włoski kierowca wyścigowy.

## Kariera
Bertuzzi rozpoczął karierę w międzynarodowych wyścigach samochodowych w 1980 roku od startów we Włoskiej Formule 3, gdzie jednak nie zdobywał punktów. W późniejszych latach pojawiał się także w stawce FIA World Endurance Championship, European Endurance Championship, Europejskiej Formuły 2, Formuły 3000, 24-godzinnego wyścigu Le Mans oraz Formuły 3000 Curaçao Grand Prix.
W Europejskiej Formule 2 Włoch startował w latach 1982–1984. Jednak w żadnym z dziewięciu wyścigów, w których wystartował, nie zdołał zdobyć punktów.
W Formule 3000 Włoch startował w latach 1985–1987. W żadnym z dwóch wyścigów, w których wystartował, nie zdołał zdobyć punktów.